# Daniel Alphonse Omer Verstraete
Daniel Alphonse Omer Verstraete OMI (* 31. Juli 1924 in Oostrozebeke) ist ein belgischer Ordenspriester, Altbischof von Klerksdorp in Südafrika und Teilnehmer der letzten Sitzungsperiode des Zweiten Vatikanischen Konzils.

## Leben
Daniel Alphonse Omer Verstraete trat der Ordensgemeinschaft der Hünfelder Oblaten bei und empfing am 19. Februar 1950 die Priesterweihe.
Paul VI. ernannte ihn am 9. November 1965 zum Apostolischen Präfekten der neuerrichteten Präfektur West-Transvaal. Am 27. Februar 1978 wurde die Präfektur zum Bistum erhoben, und somit wurde Verstraete der erste Bischof von Klerksdorp. Der Erzbischof von Bloemfontein, Peter Fanyana John Butelezi OMI, spendete ihm am 14. Mai desselben Jahres die Bischofsweihe; Mitkonsekratoren waren George Francis Daniel, Erzbischof von Pretoria und Hugh Boyle, emeritierter Bischof von Johannesburg.
Am 26. März 1994 trat Verstraete aus gesundheitlichen Gründen von seinem Amt zurück.
Bischof Verstraete nahm an der vierten Sitzungsperiode des Zweiten Vatikanischen Konzils als Konzilsvater teil und ist nach dem Tod von Alphonsus Mathias einer von noch vier lebenden Konzilsvätern.